# Desarrollo humano

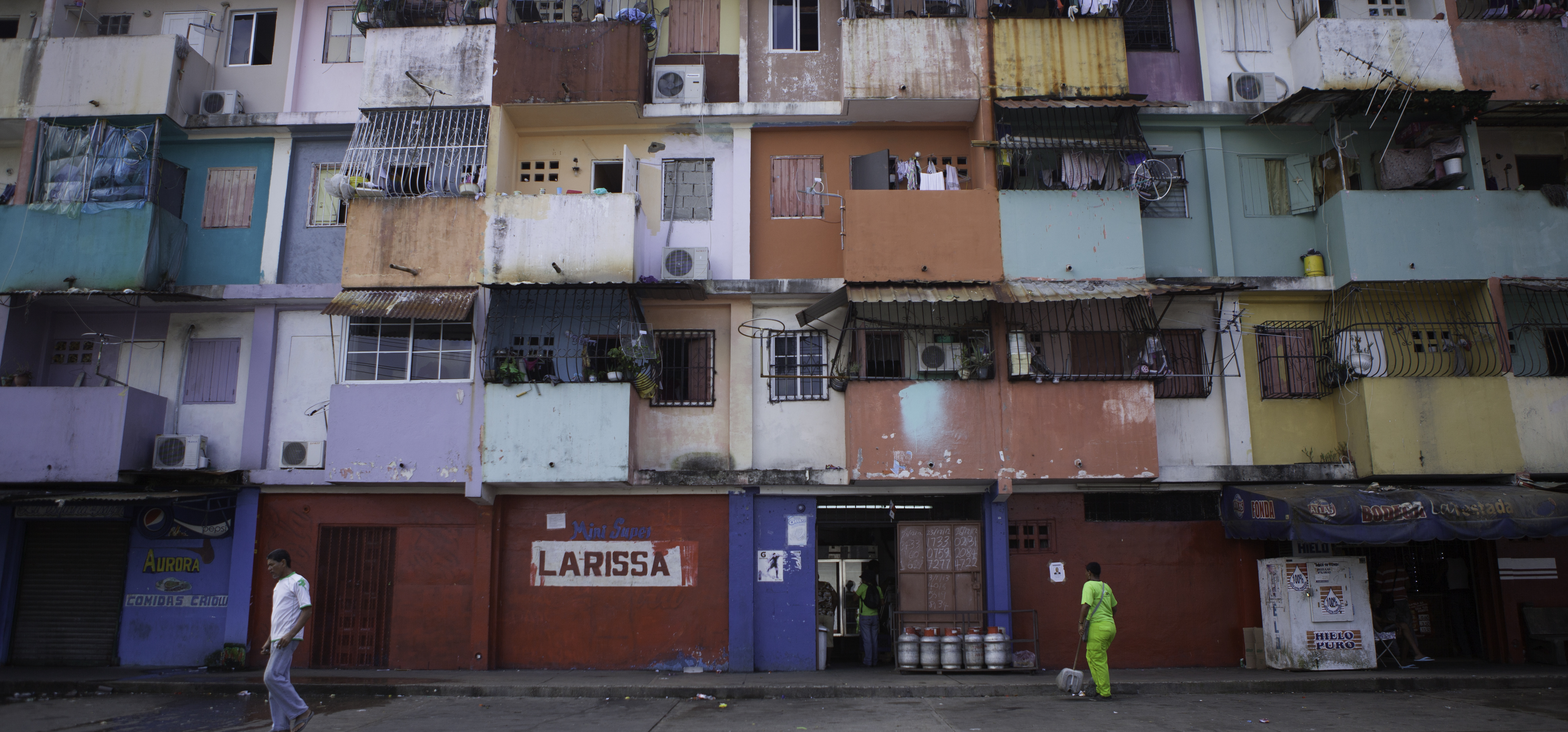
En la imagen, bloques de viviendas en Panamá. La dificultad del desarrollo humano sostenible se muestra en la distribución de población: en 2008 el 50 % de la población del mundo vivía en el medio urbano y el otro 50 % en el medio rural, y desde entonces aumenta la tasa de urbanización.

El desarrollo humano, según el Programa de las Naciones Unidas para el Desarrollo, es aquel que sitúa el desarrollo de los individuos en el centro del desarrollo, de manera que se goce de más oportunidades y un alto nivel de vida.
El Programa de las Naciones Unidas para el Desarrollo atiende a dos importantes indicadores: uno de desarrollo, el índice de desarrollo humano, y otro de pobreza, el índice de pobreza multidimensional.
1. El desarrollo humano es un proceso continuo que implica el crecimiento y mejora de las capacidades de las personas a lo largo de su vida.
2. El desarrollo humano se basa en la idea de que todas las personas tienen el potencial de crecer y desarrollarse, y que este desarrollo debe ser equitativo y sostenible.
3. El desarrollo humano no se limita solo al crecimiento económico, sino que también incluye aspectos como la educación, la salud, la igualdad de género, la participación política y la protección del medio ambiente.
4. El desarrollo humano se ha visto afectado por una serie de factores, como el acceso a los recursos y oportunidades, la calidad de los servicios públicos, la estabilidad política y social, y la protección de los derechos humanos.
5. El desarrollo humano es un objetivo fundamental para los gobiernos y para las organizaciones internacionales, ya que buscan mejorar la calidad de vida de las personas y promover la igualdad y la justicia social.
6. A pesar de los avances en el desarrollo humano en las últimas décadas, todavía existen desafíos importantes, como la pobreza, la desigualdad, la discriminación y el cambio climático, que requieren acciones políticas para abordarlos.
7. El desarrollo humano no es responsabilidad solo de los gobiernos, sino que también requiere participación activa de la sociedad civil, la empresa y los individuos para lograr un cambio positivo y sostenible.

En resumen, el desarrollo humano es un proceso complejo multidimensional que busca mejorar la calidad de vida de las personas así como promover la igualdad y la justicia social. Aunque se han logrado avances significativos, también existen desafíos importantes que requieren acciones políticas para abordarlos.

## Definición de desarrollo humano
Dentro del ámbito de los estudios del desarrollo, el concepto de desarrollo humano ha sido definido de diversas maneras. Un estudio genealógico del concepto indica que este ya era utilizado en las décadas del '60, '70 y '80 por las Naciones Unidas, la Universidad de Naciones Unidas, el Banco Mundial, la Fundación Bariloche y diversos autores, adoptándolo el Programa de Naciones Unidas para el Desarrollo en su Informe de Desarrollo Humano de 1990.
El Programa de Naciones Unidas para el Desarrollo define el desarrollo humano como "la expansión de las libertades que tiene la gente para vivir vidas largas, saludables y creativas; para avanzar en otras metas que tienen razones para valorar; y para comprometerse activamente en modelar el desarrollo de forma equitativa y sostenible en un planeta compartido". El desarrollo humano podría definirse también como una forma de medir la calidad de vida del ser humano en el medio en que se desenvuelve.
Las sociedades humanas se encuentran en un constante cambio social, no solo en lo referido a los avances tecnológicos de los cuales estamos al tanto, sino también en todo lo que se refiere al desarrollo social. Es por ello que el concepto de desarrollo humano se ha ido alejando progresivamente de la esfera de la economía para incorporar otros aspectos igualmente relevantes para la vida, como la cultura, que también fue redefiniendo su papel frente al desarrollo.
Así pues, el Programa de Naciones Unidas para el Desarrollo (PNUD) define hoy al desarrollo humano como "el proceso de expansión de las capacidades de las personas que amplían sus opciones y oportunidades". Tal definición asocia el desarrollo directamente con el progreso de la vida y el bienestar humano, con el humano, según el PNUD, integra aspectos tales como el desarrollo social, el desarrollo económico (incluyendo el desarrollo local y rural) y el desarrollo sostenible.
El concepto de desarrollo humano tiene sus orígenes, como ha subrayado Martha Nussbaum, en la filosofía clásica y, en particular, en las ideas de Aristóteles, quien consideraba que alcanzar la plenitud del florecimiento humano es el sentido y fin de todo individuo. El concepto de desarrollo humano se ha convertido en un concepto paralelo a la noción de desarrollo económico' aunque el primero es más amplio, además de considerar aspectos relativos a la economía y los ingresos, integra aspectos como la calidad de vida, bienestar individual y social y felicidad inspirado en los artículos n.º 22 y siguientes de la Declaración Universal de los Derechos Humanos de 1948 (Ver articulado de la Declaración).

## Índice de Desarrollo Humano
El índice de desarrollo humano (IDH) es un indicador, elaborado por el Programa de las Naciones Unidas para el Desarrollo (PNUD), que se utiliza para clasificar a los países en tres niveles de desarrollo humano. El índice está compuesto por la esperanza de vida, la educación (tasa de alfabetización, tasa bruta de matriculación en diferentes niveles y asistencia neta) e indicadores de ingreso per cápita. Un país obtiene un IDH más alto cuandola esperanza de vida es mayor, el nivel de educación es mayor y el ingreso nacional bruto INB (PPA, o paridades de poder adquisitivo) per cápita es mayor. Fue desarrollado por un equipo liderado por el economista Amartya Sen.